# Jaana Liisa Prüss

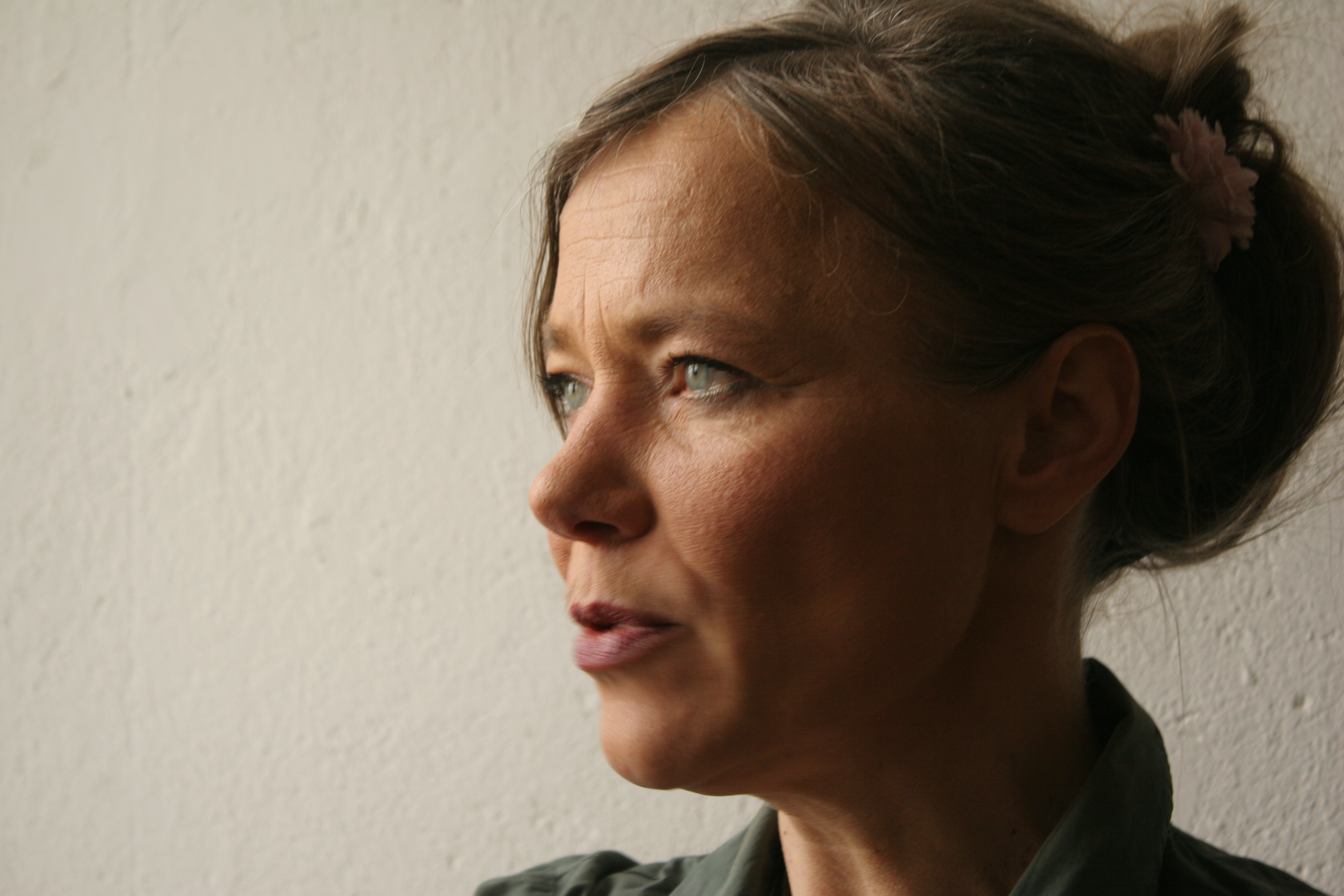
Jaana Prüss, 2013

Jaana Liisa Prüss (* 1967 in Achim bei Bremen) ist eine deutsche Künstlerin, Kulturaktivistin, Kuratorin und Projektmanagerin. Sie arbeitet als Kulturagentin, Dozentin und Kunstvermittlerin.

## Leben
Prüss studierte Kunstpädagogik und Psychologie an der Universität Augsburg und Bildende Kunst an der Hochschule der Künste Berlin. Mit Alexander Ochs führte sie 1997 bis 2003 die Prüss & Ochs Galerie Berlin-Beijing und gründete die Fish'n Ships-Eventagentur.
Sie rief 2004 Morgengrün Kommunikation ins Leben, zur Konzeption und Durchführung von Projekten in den Bereichen Kunst, Kultur und Zukunftsfähigkeit.
Seit 2004 kuratiert sie Kunst- und Ausstellungsprojekte im Kontext von Umwelt- und Gesellschaftsfragen, unter anderem leitete sie 2007 das Projekt art goes Heiligendamm, künstlerische Interventionen zum G8-Gipfel in Rostock und entwickelte als Projektleitung ZUR NACHAHMUNG EMPFOHLEN! Expeditionen in Ästhetik und Nachhaltigkeit mit Adrienne Goehler, das erstmals in Deutschland in einer Ausstellung künstlerische und nachhaltige Herangehensweisen in einer Allianz zeigte, um für einen Fonds Ästhetik und Nachhaltigkeit zu sensibilisieren.
Zur Kulturhauptstadt Europas Istanbul 2009 bis 2010 kuratierte sie in Kooperation mit der Istanbuler Aktivistin Çaĝla Ormanlar Ok das Projekt Unter Nachbarn | Komșular Arasi mit rund 60 Künstlern in Berlin und Istanbul aus Film, Fotografie, Theater, Tanz, Performance, Literatur, Musik und Bildender Kunst.
Mit Ralf Schmerberg kuratierte sie 2009 das Haus der Vorstellung, übernahm 2013 bis 2014 die künstlerische Leitung der interdisziplinären Ausstellungsreihe DIE DINGE der GEDOK Brandenburg unter anderem in der Klostergalerie Zehdenick, Tabakspeicher Schwedt, Bunkeranlagen Wünsdorf sowie der Mendelson Hutfabrik Luckenwalde. Hier initiierte sie eine Talkshow aus der Zukunft unter anderem mit Harald Welzer, Ute Scheub und Philipp Ruch, moderiert von Christine Watty, Deutschlandradio Kultur.
Jaana Prüss war mit Hildegard Kurt gemeinsam im Vorstand des und.institut für Kunst, Kultur und Zukunftsfähigkeit e. V. aktiv (2011-2018), und ist im Vorstand des artecology networks e. V. engagiert.
Sie arbeitet als Moderatorin bei Seminaren und Symposien, hält Vorträge an Universitäten und Konferenzen und nimmt an öffentlichen Gesprächen und Dialogen zu Kunst- und Gesellschaftsfragen teil.
Als Künstlerin ist sie aktiv im Bereich der Sozialen Plastik, im Sinne des seit Joseph Beuys erweiterten Verständnisses von Kunst. Ihr Werkstoff ist hierbei Kommunikation. 2013 initiierte sie den Markt der Fähigkeiten während der Citizen Art Days und engagiert sich für Ökologie und Kunst, Wachstumskritik, Commons, Kollaborativen Konsum (Share Economy) und Fähigkeitenwirtschaft unter anderem beim Bundesamt für Naturschutz, Jour Fix Berliner Nachhaltigkeitsinitiativen, OuiSharesummit Berlin, Runder Tisch Urban Gardening Berlin, Degrowth-Konferenz Leipzig (Schwarzmarkt für Irrtümer, 2015), Deutschlandfunk im Gespräch über ethischen Konsum mit Wolfgang Ullrich, UMUNDU Festival Dresden, beim TazLab (Bruttosozialglück), Eine Welt Netzwerk Bayern und dem Katholikentag Leipzig 2016 im Gespräch mit Reinhard Loske. Sie leitet Workshops unter anderem zu Bildung für nachhaltige Entwicklung und wirkt als Dozentin im Bereich Integration für Menschen mit Fluchterfahrung.
2014 publizierte sie das Handbuch fair-handeln! Anstiftungen für zukunftsfähiges Handeln in Kooperation mit dem und.institut e. V., das 2016 in türkischer Sprache unter dem Titel KIŞKIRTICI ÖZENDİRMELER Sürdürülebilir değiş-tokuş için in Kooperation mit der Heinrich-Böll-Stiftung erschienen ist.
Von 2017 bis 2020 war sie Kuratoriumsmitglied der Stiftung Künstlerdorf Schöppingen und Jurymitglied des Recycling-Designpreis, der im Museum Marta Herford vergeben wird. 2017 initiierte sie das klimafreundliche Küchenmobil im Rahmen des Bio-Diversitätskorridors im Landkreis Oldenburg, das mit einem E-Bike mit integrierter Küche auf das Essbare der Landschaft, der Wildnis und Selbstversorgung mit partizipativen Formaten fokussiert.
Von 2018 bis 2019 übernahm Prüss die Projektleitung bei Kulturprojekte Berlin unter der Gesamtleitung von Moritz van Dülmen für eine stadtweite Ausstellungs- und Veranstaltungsreihe zum Themenwinter "100 Jahre Revolution – Berlin 1918/19", mit einem Fokus auf die historischen Ereignisse und die gegenwärtigen Diskurse zu den erkämpften demokratischen Errungenschaften wie Versammlungsfreiheit, politische Mitbestimmung, Meinungsfreiheit, Pressefreiheit, Recht auf körperliche Unversehrtheit, Wahlrecht, Gleichberechtigung und Arbeitnehmer-Rechte. Das Projekt kooperierte mit mehr als 80 kulturellen und politischen Partnern in Berlin und vielfältigen Veranstaltungen auch im öffentlichen Raum; mit künstlerischen Projekten von plastique fantastique, Chiharu Shiota, Emma Rytoft, Christiane ten Hoevel, 1000 Gestalten, Lillian Rosa und neuen Gesprächsformaten wie der Talkshow aus der Zukunft u. a. mit Harald Welzer, Jutta Ditfurth, Philipp Ruch, Reporter ohne Grenzen, Shai Hoffmann, Die Offene Gesellschaft und anderen.
2019 war Prüss Preisrichterin für Kunst am Bau u. a. des Bundesministerium für Familie, Senioren, Frauen und Jugend in Berlin und übernahm die Projektleitung des Brandenburger Landesverbandes der GEDOK und realisierte Gemeinschaftsprojekte mit dem Aspekt der Transdisziplinarität zu gesellschaftlichen, frauenpolitischen und künstlerischen Fragestellungen mit Künstlern aus Musik, Film, Literatur, Performance, interdisziplinären Ausdrucksformen sowie Bildende Kunst und Angewandte Kunst.
Jaana Prüss ist seit 2021 Kuratorin des Wissens- und Maker Festivals Kreativsause im Hohen Fläming und für die Kommunikation und Öffentlichkeitsarbeit des Modellprojektes Haus der Statistik für die ZUsammenKUNFT Berlin eG und die Kommunikation der Pionierprojekte und des Zentrum für klimaschonende Ressourcennutzung (gefördert durch Senatsverwaltung für Umwelt, Verkehr und Klimaschutz) am AllesAndersPlatz verantwortlich.

## Auszeichnungen
- Projektnachhaltigkeit 2015 des Rat für Nachhaltige Entwicklung für das Buch fair-handeln! Anstiftungen für zukunftsfähiges Handeln[22]
- Umweltbuch des Monats, Deutsche Umweltstiftung für fair-handeln! Anstiftungen für zukunftsfähiges Handeln hrsg. von Jaana Prüss[23]
- UmweltMedienpreis, Sonderpreis der Deutschen Umwelthilfe 2010[24]
- Projektnachhaltigkeit 2011 – (Qualitätssiegel Werkstatt N 2011) des Rat für Nachhaltige Entwicklung für das interdisziplinäre Ausstellungsprojekt ZUR NACHAHMUNG EMPFOHLEN! Expeditionen in Ästhetik und Nachhaltigkeit[25]

## Veröffentlichungen
- fair-handeln auf Türkisch: KIŞKIRTICI ÖZENDİRMELER Sürdürülebilir değiş-tokuş için, ISBN 978-3-00-053201-6
- fair-handeln! Anstiftungen für zukunftsfähiges Handeln. und.Institut und Morgengrün Kommunikation, Berlin 2014, ISBN 978-3-00-045409-7
- DIE DINGE 6 | LOS-Lösung, Hrsg. von Gedok Brandenburg ISBN 978-3-934532-46-5
- DIE DINGE 5 | ÜBER-LEBEN, Hrsg. von Gedok Brandenburg ISBN 978-3-934532-41-0
- DIE DINGE 4 | UM-Ordnung, Hrsg. von Gedok Brandenburg ISBN 978-3-934532-40-3
- DIE DINGE 3 | SINN(-lichkeit), Hrsg. von Gedok Brandenburg ISBN 978-3-934532-13-7
- Konzeptgedanken für einen Fonds Ästhetik & Nachhaltigkeit (Adrienne Goehler, Mitarbeit Jaana Prüss), Hrsg. von der Heinrich-Böll-Stiftung, Schriftenreihe Bildung & Kultur Band 10, ISBN 978-3-86928-074-5
- Entwurf für einen Fonds Ästhetik und Nachhaltigkeit in: Zur Nachahmung Empfohlen! Expeditionen in Ästhetik & Nachhaltigkeit. ISBN 978-3-7757-2772-3